# Williamslerche

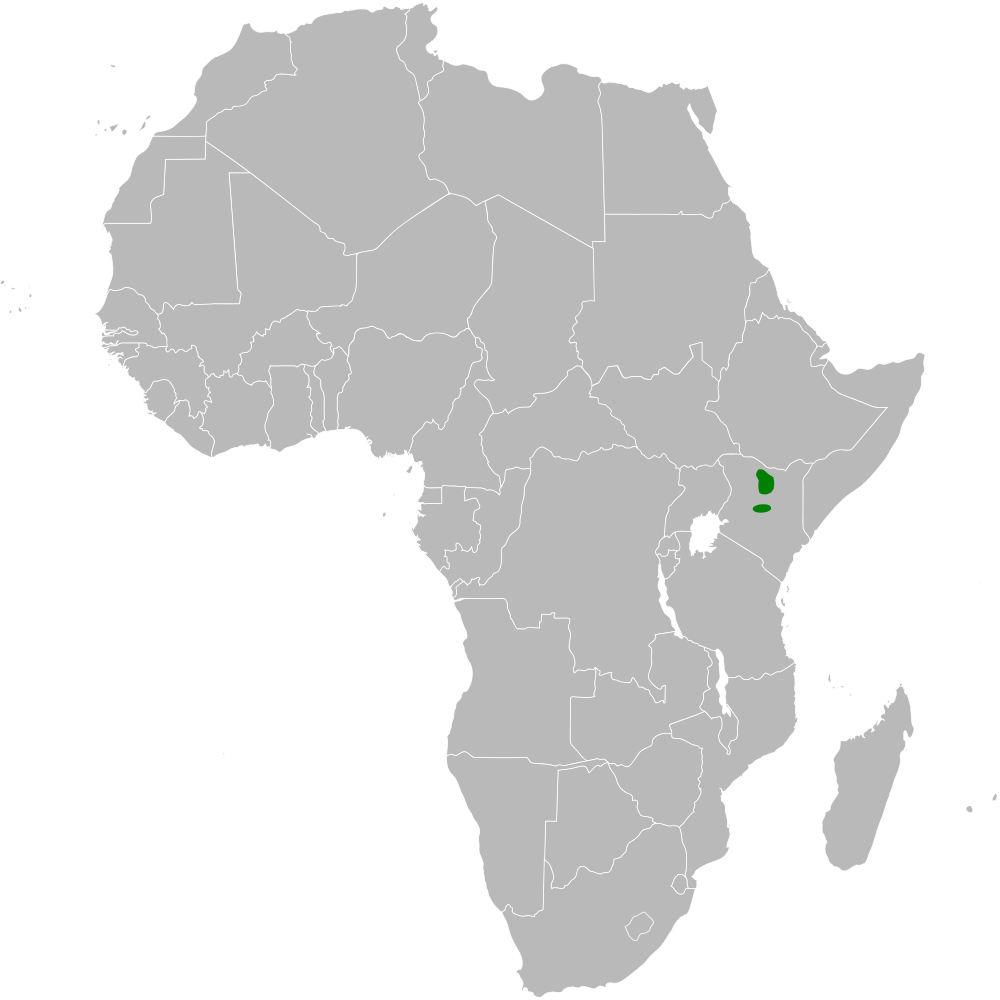
Verbreitungsgebiet der Williamslerche

Die Williamslerche (Mirafra williamsi), auch Williams-Lerche geschrieben, ist eine Art aus der Familie der Lerchen. Ihr Verbreitungsgebiet liegt in Zentralafrika. Man unterscheidet keine Unterarten.
Es liegen derzeit noch nicht ausreichend Daten vor, um die Bestandssituation der Williamslerche einzuschätzen.

## Merkmale
Die Williamslerche ist deutlich kleiner als eine Feldlerche, hat jedoch einen relativ zur Körpergröße einen längeren und dickeren Schnabel. Die Friedmannlerche ist von der Williamslerche durch die weißere Bauchseite zu unterscheiden.
Die Körperoberseite ist bräunlich, die einzelnen Federn sind in der Mitte etwas dunkler. Die Kehle ist weiß, die Brust ist gelblich braun mit schwarzbraunen, tropfenförmigen Flecken. Der Bauch ist rötlich braun. Die Schwingen sind sepia- bis zimtbraun. Die beiden äußersten Steuerfedern sind dunkelbraun mit hellen Säumen, die übrigen Steuerfedern sind schwarzbraun. Der Oberschnabel ist gräulich hornfarben, der Unterschnabel ist rötlich-weiß. Die Füße und Läufe sind hell rötlich. Die Iris ist braun.

## Verbreitungsgebiet und Lebensraum
Die Williamslerche kommt in zwei voneinander isolierten Populationen im Norden Kenias vor. Ein Verbreitungsgebiet liegt in der Wüstenregion Didi Galgalla nördlich von Marsabit. Ein zweites liegt in einer Region zwischen den nordkenianischen Städten Isiolo und Garba Tula.
Der Lebensraum sind offene Flächen mit einem Bestand an Gräsern und kleinen Büschen, die teilweise auch sandigen Böden, Weideland und schwarze Lavaböden aufweist. Die Höhenverbreitung reicht von 600 bis 1300 Metern.

## Lebensweise
Über die Lebensweise der erst in der Mitte des 20. Jahrhunderts wissenschaftlich beschriebenen Williamslerche liegen bislang nur wenig Erkenntnisse vor. Die Männchen sind jedoch für ihre langen und auffälligen Sing-Schauflüge bekannt. Sie zeigen diese vor allem nach morgendlichen Regenfällen.

## Dedikationsnamen
Die Williamslerche ist nach John George Williams (1913–1997) benannt, einem britischen Ornithologen, der als Kurator am Coryndon Museum in Nairobi arbeitete. Er sammelte am 20. Juni 1955 erstmals vier Exemplare dieser Art, die alle zu dem Zeitpunkt die Mauser durchliefen.

## Einzelbelege
1. ↑  Pätzold: Die Lerchen der Welt. S. 43.
2. ↑  Mirafra williamsi in der Roten Liste gefährdeter Arten der IUCN 2016.1. Eingestellt von: BirdLife International, 2016. Abgerufen am 7. Januar 2017.
3. 1 2 3  Pätzold: Die Lerchen der Welt. S. 42.
4. ↑  Pätzold: Die Lerchen der Welt. S. 49.
5. 1 2 3  BirdLife International: Species Factsheet – Williams's Lark (Mirafra williamsi). Abgerufen am 19. April 2022.
6. ↑  Bo Beolens, Michael Watkins: Whose Bird? Men and Women Commemorated in the Common Names of Birds. Christopher Helm, London 2003, ISBN 0-7136-6647-1.